# الدفاع عن الطفل
يشير الدفاع عن الطفل إلى مجموعة من الأفراد والمهنيين ومنظمات المناصرة تتحدث علانية عن أفضل مصالح الأطفال. يسعى الفرد أو المنظمة المنخرطة في مجال المناصرة عادة إلى حماية حقوق الأطفال التي يمكن أن يكونوا محرومين منها أو تُساء معاملتهم في عدد من المجالات.

## ما يفعله المدافعون عن الطفل
عادة ما يمثّل أو يتحدث المدافعون عن الطفل نيابةً عن فرد أو مجموعة لا تُسمَع شؤونها واهتماماتها. يمكن القيام بالدفاع عن الطفل على المستوى الجزئي (لطفل واحد أو لبضعة أطفال) أو على مستوى المتوسط (لمجموعة من الأطفال أو على مستوى المجتمع المحلي) أو المستوى الكلي (لفئة من الأطفال المتأثرين بقضية اجتماعية). سيحاول المدافع عن الطفل منع تعرض الأطفال للأذى وقد يحاول الحصول على العدالة لأولئك الذين أصيبوا بالفعل بطريقة أو بأخرى. قد يسعى المدافع عن الطفل أيضًا إلى ضمان وصول الأطفال إلى نفوذ أو خدمات إيجابية ستفيد حياتهم مثل التعليم ورعاية الأطفال وتربية الأبناء المناسبة. سوء التغذية هو شكل آخر من أشكال الأذى، فهناك العديد من الأطفال الذين يذهبون إلى الفراش دون أن يأكلوا ويُغضّ النظر عنهم من قبل رُعاة الأطفال أو الشرطة.
يحدث شكل آخر من أشكال الدفاع عن الطفل على مستوى السياسة ويهدف إلى تغيير سياسات الحكومات أو حتى السياسات العابرة للحدود الوطنية. يقوم هؤلاء الدعاة بالضغط وبحوث السياسات وتقديم الدعاوى القضائية والمشاركة في أنواع أخرى من تقنيات تغيير السياسة. يستخدم الكثير منهم تقنيات معتمدة على الإنترنت للتأثير على صانعي القرار.

## الأمم المتحدة
على الساحة الدولية، لطالما دافعت الأمم المتحدة عن الأطفال عبر اليونيسف، الذي شُكِّل موقفه بشأن الأطفال وأُضفيت الصفة الرسمية عليه علنًا في اتفاقية حقوق الطفل. تُحدّد الاتفاقية ملخصًا للمثل العليا الجماعية وعهدًا بالالتزامات لجميع الأطفال على هذا الكوكب.

## الفلسفة
الشيء الوحيد الذي يشترك فيه جميع المدافعين عن الأطفال هو الاحترام الصحي للأطفال الصغار. هناك اعتراف أيضًا بأنه في معظم البلدان، لا يُنظر إلى الأطفال على أنهم يتمتعون بوضع المواطنة الكاملة الذي يمنح بعض الحقوق والمسؤوليات للبالغين.